# 美濃歌舞伎博物館 相生座
美濃歌舞伎博物館 相生座（みのかぶきはくぶつかん あいおいざ）とは、岐阜県瑞浪市日吉町8004-25にある博物館。明治時代に建てられた地芝居の芝居小屋を移築復元したものである。

## 歴史

### 竣工
江戸時代から明治時代の美濃国および飛騨国では、地元の人々による地芝居（歌舞伎）が盛んに行なわれていた。明治時代には数多くの芝居小屋が建てられており、美濃歌舞伎博物館 相生座の基となった2棟の芝居小屋もこの頃の建築である。舞台部分は岐阜県恵那郡明智町（現・恵那市）にあった常盤座、客席部分は岐阜県益田郡下呂町（現・下呂市）にあった相生座のものである。

### 移築と開館
太平洋戦争により多くの芝居小屋が廃止された。
1971年（昭和46年）、日吉ハイランド倶楽部に歌舞伎衣装や小道具などが寄贈された。これを契機として従業員による歌舞伎が行われるようになり、1972年（昭和47年）に美濃歌舞伎保存会が結成された。美濃歌舞伎保存会は松本団升の演技指導を受け、相生座の開設を構想するきっかけとなったという。常盤座の舞台部分と相生座の客席部分を移築し、1976年（昭和51年）に美濃歌舞伎博物館 相生座が開館した。

## 建築
1887年（明治20年）から1897年（明治30年）頃、に建築された2棟の芝居小屋の一部を移築した施設であり、舞台部分は岐阜県恵那郡明智町（現・恵那市）にあった常盤座のものを、客席部分は岐阜県益田郡下呂町（現・下呂市）にあった相生座のものを移築復元している。
板敷きの桟敷席、2本の花道、廻り舞台を有する。また、舞台下には水槽が備えられているが、これは相生座の杮落としであり、市川猿之助による「鯉つかみ」が行われたために設置されたものである。展示物としては江戸時代からの歌舞伎衣装4500点、鬘など350点、小道具など300点を保管する。
日吉ハイランド倶楽部ゴルフ場の敷地内にある。現在は夏の納涼歌舞伎（8月最終土曜）と、秋の敬老歌舞伎（10月第1金曜）の歌舞伎公演が開催されている。日吉山日本刀鍛錬所、郷土資料館、宿泊施設の日吉宿本陣が隣接している。岐阜県まちかど美術館・博物館に登録されている。

## 利用案内
- 開館時間
  - 9:00～17:00
- 休館日
  - 金曜日、年末年始
- 入場料
  - 無料
- 交通アクセス
  - 瑞浪市コミュニティバス日吉線「田高戸」バス停下車。
  - 中央自動車道 瑞浪ICより車で約15分。
  - JR中央本線 瑞浪駅より車で約20分。

## 岐阜県の芝居小屋
岐阜県は地芝居が盛んな地域であり、江戸時代から昭和時代に建設された木造芝居小屋が残っている。主な芝居小屋は以下のとおりである。
- 鳳凰座（下呂市）
- 白雲座（下呂市）
- 黒川の東座（加茂郡白川町）
- 蛭子座（中津川市）
- かしも明治座（中津川市）
- 常盤座（中津川市）[1]
- 五毛座（恵那市）
- 熊野座（恵那市）
- 美濃歌舞伎博物館 相生座（瑞浪市）
- 村国座（各務原市）
- 皆楽座（各務原市）